# Oscar du meilleur mixage de son
L’Oscar du meilleur mixage de son (Academy Award for Best Sound Mixing) est une récompense cinématographique américaine décernée chaque année, depuis 1930 (le cinéma parlant n'étant pas encore assez répandu avant cette date) par l'Academy of Motion Picture Arts and Sciences (AMPAS), laquelle décerne également tous les autres Oscars.
Ce prix récompense le travail d'enregistrement et de mixage des techniciens du son. Une autre catégorie récompense de 1963 à 2019 les meilleures créations sonores : l'Oscar du meilleur montage de son.

## Palmarès
Note : L'année indiquée est celle de la cérémonie, récompensant les films sortis aux États-Unis l'année précédente. Les lauréats sont indiqués en tête de chaque catégorie et en caractères gras.

### Années 1930
- 1930 (novembre) : Big House (The Big House) – Douglas Shearer
  - The Case of Sergeant Grischa – John Tribby (en)
  - Parade d'amour (The Love Parade) – Franklin Hansen
  - Raffles – Oscar Lagerstrom (en)
  - Le Chant de la flamme (Song of the Flame) – George Groves
- 1931 : Paramount Publix Studio Sound Department
  - MGM Studio Sound Department
  - RKO Radio Studio Sound Department
  - Samuel Goldwyn-United Artists Studio Sound Department
- 1932 : Paramount Publix Studio Sound Department
  - MGM Studio Sound Department
  - RKO Radio Studio Sound Department
  - Walt Disney
  - Warner Bros. First National Studio Sound Department
- 1934 : L'Adieu aux armes (A Farewell to Arms) – Franklin B. Hansen
  - 42e Rue (42nd Street) – Nathan Levinson
  - Chercheuses d'or de 1933 (Gold Diggers of 1933) – Nathan Levinson
  - Je suis un évadé (I Am a Fugitive from a Chain Gang) – Nathan Levinson
- 1935 : Une nuit d'amour (One Night of Love) – John Livadary
  - Les Amours de Cellini (The Affairs of Cellini) – Thomas T. Moulton
  - Cléopâtre (Cleopatra) – Franklin B. Hansen
  - Mademoiselle Général (Flirtation Walk) – Nathan Levinson
  - La Joyeuse Divorcée (The Gay Divorcee) – Carl Dreher (en)
  - Images de la vie (Imitation of Life) – Theodore Soderberg (en)
  - Viva Villa ! – Douglas Shearer
  - The White Parade – Edmund H. Hansen
- 1936 : La Fugue de Mariette (Naughty Marietta) – Douglas Shearer
  - 1,000 Dollars a Minute – Republic Studio Sound Department
  - La Fiancée de Frankenstein (The Bride of Frankenstein) – Gilbert Kurland (en)
  - Capitaine Blood (Captain Blood) – Nathan Levinson
  - L'Ange des ténèbres (The Dark Angel) – Thomas T. Moulton
  - Griseries (I Dream Too Much) – Carl Dreher (en)
  - Les Trois Lanciers du Bengale (The Lives of a Bengal Lancer) – Franklin B. Hansen
  - Aimez-moi toujours (Love Me Forever) – John Livadary
  - Thanks a Million – E. H. Hansen
- 1937 : San Francisco – Douglas Shearer
  - Saint-Louis Blues (Banjo on My Knee) – E. H. Hansen
  - La Charge de la brigade légère (The Charge of the Light Brigade) – Nathan Levinson
  - Dodsworth – Thomas T. Moulton
  - General Spanky – Elmer Raguse (en)
  - L'Extravagant Mr. Deeds (Mr. Deeds Goes to Town) – John Livadary
  - La Légion des damnés (The Texas Rangers) – Franklin B. Hansen
  - Adieu Paris, bonjour New York (That Girl from Paris) – John O. Aalberg (en)
  - Trois jeunes filles à la page (Three Smart Girls) – Homer G. Tasker (en)
- 1938 : The Hurricane – Thomas T. Moulton
  - The Girl Said No – A. E. Kaye (en)
  - La Femme en cage (Hitting a New High) – John O. Aalberg (en)
  - L'Incendie de Chicago (In Old Chicago) – E. H. Hansen
  - La Vie d'Émile Zola (The Life of Emile Zola) – Nathan Levinson
  - Les Horizons perdus (Lost Horizon) – John Livadary
  - Le Chant du printemps (Maytime) – Douglas Shearer
  - Deanna et ses boys (One Hundred Men and a Girl) – Homer G. Tasker (en)
  - Le Couple invisible (Topper) – Elmer Raguse (en)
  - Une nation en marche (Wells Fargo) – Loren L. Ryder
- 1939 : Madame et son cowboy (The Cowboy and the Lady) – Thomas T. Moulton
  - Army Girl – Charles L. Lootens (en)
  - Rêves de jeunesse (Four Daughters) – Nathan Levinson
  - Le Roi des gueux (If I Were King) – Loren L. Ryder
  - Madame et son clochard (Merrily We Live) – Elmer Raguse (en)
  - Suez – E. H. Hansen
  - Amants (Sweethearts) – Douglas Shearer
  - Cet âge ingrat (That Certain Age) – Bernard B. Brown
  - Mariage incognito (Vivacious Lady) – John O. Aalberg (en)
  - Vous ne l'emporterez pas avec vous (You Can't Take It With You) – John Livadary

### Années 1940
- 1940 : Veillée d’amour (When Tomorrow Comes) – Bernard B. Brown
  - Balalaika de Reinhold Schünzel – Douglas Shearer
  - Autant en emporte le vent (Gone with the Wind) – Thomas T. Moulton
  - Au revoir Mr. Chips (Goodbye, Mr. Chips) – A. W. Watkins (en)
  - The Great Victor Herbert – Loren L. Ryder
  - Quasimodo (The Hunchback of Notre Dame) – John O. Aalberg (en)
  - Man of Conquest – Charles L. Lootens (en)
  - Monsieur Smith au Sénat (Mr. Smith Goes to Washington) – John Livadary
  - Des souris et des hommes (Of Mice and Men) – Charles L. Lootens (en)
  - La Vie privée d'Élisabeth d'Angleterre (The Private Lives of Elizabeth and Essex) – Nathan Levinson
  - La Mousson (The Rains Came) – E. H. Hansen
- 1941 : En avant la musique (Strike Up the Band) – Douglas Shearer
  - Behind the News – Charles L. Lootens (en)
  - Capitaine Casse-Cou (Captain Caution) – Elmer Raguse (en)
  - Les Raisins de la colère (The Grapes of Wrath) – E. H. Hansen
  - Howard le révolté (The Howards of Virginia) – Jack Whitney
  - Kitty Foyle – John O. Aalberg (en)
  - Les Tuniques écarlates (North West Mounted Police) – Loren L. Ryder
  - Une petite ville sans histoire (Our Town) – Thomas T. Moulton
  - L'Aigle des mers (The Sea Hawk) – Nathan Levinson
  - Chanson d'avril (Spring Parade) – Bernard B. Brown
  - Trop de maris (Too Many Husbands) – John Livadary
- 1942 : Lady Hamilton (That Hamilton Woman) – Jack Whitney
  - Appointment for Love – Bernard B. Brown
  - Boule de feu (Ball of Fire) – Thomas T. Moulton
  - The Chocolate Soldier – Douglas Shearer
  - Citizen Kane – John O. Aalberg (en)
  - The Devil Pays Off – Charles L. Lootens (en)
  - Qu'elle était verte ma vallée (How Green Was My Valley) – E. H. Hansen
  - La Rose blanche (The Men in Her Life) – John Livadary
  - Sergent York (Sergeant York) – Nathan Levinson
  - La Folle Alouette (Skylark) – Loren L. Ryder
  - Le Retour de Topper (Topper Returns) – Elmer Raguse (en)
- 1943 : La Glorieuse Parade (Yankee Doodle Dandy) – Nathan Levinson
  - Les Mille et Une Nuits (Arabian Nights) – Bernard B. Brown
  - Bambi – C. O. Slyfield
  - Les Tigres volants (Flying Tigers) – Daniel J. Bloomberg (en)
  - Friendly Enemies – Jack Whitney
  - La Ruée vers l'or (The Gold Rush) – James L. Fields (en)
  - Madame Miniver (Mrs. Miniver) – Douglas Shearer
  - Lune de miel mouvementée (Once Upon a Honeymoon) – Stephen Dunn
  - Vainqueur du destin (The Pride of The Yankees) – Thomas T. Moulton
  - En route vers le Maroc (Road to Morocco) – Loren Ryder
  - Âmes rebelles (This Above All) – E. H. Hansen
  - Ô toi ma charmante (You Were Never Lovelier) – John Livadary
- 1944 : Vivre libre (This Land Is Mine) – Stephen Dunn
  - Les bourreaux meurent aussi (Hangmen Also Die) – Jack Whitney
  - La Ruée sanglante (In Old Oklahoma) – Daniel J. Bloomberg (en)
  - Madame Curie – Douglas Shearer
  - L'Étoile du Nord (The North Star) – Thomas T. Moulton
  - Le Fantôme de l'Opéra (Phantom of the Opera) – Bernard B. Brown
  - Riding High – Loren L. Ryder
  - Sahara – John Livadary
  - Saludos Amigos – C. O. Slyfield
  - So This Is Washington – James L. Fields (en)
  - Le Chant de Bernadette (The Song of Bernadette) – E. H. Hansen
  - This Is the Army – Nathan Levinson
- 1945 : Le Président Wilson – E. H. Hansen
  - Brazil – Daniel J. Bloomberg (en)
  - Casanova le petit (Casanova Brown) – Thomas T. Moulton
  - La Reine de Broadway (Cover Girl) – John Livadary
  - Assurance sur la mort (Double Indemnity) – Loren L. Ryder
  - La Sœur de son valet (His Butler's Sister) – Bernard B. Brown
  - Hollywood Canteen – Nathan Levinson
  - C'est arrivé demain (It Happened Tomorrow) – Jack Whitney
  - Kismet – Douglas Shearer
  - Music in Manhattan – Stephen Dunn
  - Une voix dans la tempête (A Voice in the Wind) – Mac Dalgleish (en)
- 1946 : Les Cloches de Sainte-Marie (The Bells of St. Mary's) – Stephen Dunn
  - La Belle de San Francisco (Flame of Barbary Coast) – Daniel J. Bloomberg (en)
  - Deanna mène l'enquête (Lady on a Train) – Bernard B. Brown
  - Péché mortel (Leave Her to Heaven) – Thomas T. Moulton
  - Rhapsodie en bleu (Rhapsody in Blue) – Nathan Levinson
  - La Chanson du souvenir (A Song to Remember) – John P. Livadary
  - L'Homme du Sud (The Southerner) – Jack Whitney
  - Les Sacrifiés (They Were Expendable) – Douglas Shearer
  - Les Trois Caballeros (The Three Caballeros) – C. O. Slyfield
  - Three Is a Family – W. V. Wolfe (en)
  - L'Invisible meurtrier (The Unseen) – Loren L. Ryder
  - Le Joyeux Phénomène (Wonder Man) – Gordon E. Sawyer
- 1947 : Le Roman d'Al Jolson (The Jolson Story) – John Livadary
  - Les Plus Belles Années de notre vie (The Best Years of Our Lives) – Gordon E. Sawyer
  - La Vie est belle (It's a Wonderful Life) – John O. Aalberg (en)
- 1948 : Honni soit qui mal y pense – Gordon Sawyer
  - Le Pays du dauphin vert (Green dolphin street) – Douglas Shearer
  - La Brigade du suicide (T-Men) – Jack Whitney
- 1949 : La Fosse aux serpents (The Snake Pit) – Thomas T. Moulton
  - Johnny Belinda – Nathan Levinson
  - Le Fils du pendu (Moonrise) – Daniel J. Bloomberg (en)

### Années 1950
- 1950 : Un homme de fer (Twelve O'Clock High) – Thomas T. Moulton
  - Once More, My Darling – Leslie I. Carey
  - Iwo Jima (Sands of Iwo Jima) – Daniel J. Bloomberg (en)
- 1951 : Ève – Thomas T. Moulton
  - Cendrillon (Cinderella) – C. O. Slyfield
  - Louisa – Leslie I. Carey
  - Celle de nulle part (Our Very Own) – Gordon E. Sawyer
  - Trio – Nathan Levinson
- 1952 : Le Grand Caruso (The Great Caruso) – Douglas Shearer
  - La Nouvelle Aurore (Bright Victory) – Leslie I. Carey
  - Face à l'orage (I Want You) – Gordon E. Sawyer
  - Un tramway nommé Désir (A Streetcar Named Desire) – Nathan Levinson
  - Les Coulisses de Broadway (Two Tickets to Broadway) – John O. Aalberg (en)
- 1953 : Le Mur du son (The Sound Barrier) – London Films
  - The Card – Pinewood Studios
  - Hans Christian Andersen et la Danseuse (Hans Christian Andersen) – Gordon E. Sawyer
  - L'Homme tranquille (The Quiet Man) – Daniel J. Bloomberg (en)
  - Un refrain dans mon cœur (With a Song in My Heart) – Thomas T. Moulton
- 1954 : Tant qu'il y aura des hommes (From Here to Eternity) – John P. Livadary
  - La Blonde du Far-West (Calamity Jane) – William A. Mueller (en)
  - Les Chevaliers de la Table ronde (Knights of the Round Table) – A. W. Watkins (en)
  - Le Gentilhomme de la Louisiane (The Mississippi Gambler) – Leslie I. Carey
  - La Guerre des mondes (The War of the Worlds) – Loren L. Ryder
- 1955 : Romance inachevée (The Glenn Miller Story) – Leslie I. Carey
  - Brigadoon – Wesley C. Miller (en)
  - Ouragan sur le Caine (The Caine Mutiny) – John P. Livadary
  - Fenêtre sur cour (Rear Window) – Loren L. Ryder
  - Suzanne découche (Susan Slept Here) – John O. Aalberg (en)
- 1956 : Oklahoma ! – Fred Hynes
  - La Colline de l'adieu (Love Is a Many-Splendored Thing) – Carlton W. Faulkner
  - Les Pièges de la passion (Love Me or Leave Me) – Wesley C. Miller
  - Permission jusqu'à l'aube (Mister Roberts) – William A. Mueller
  - Pour que vivent les hommes (Not as a Stranger) – Watson Jones
- 1957 : Le Roi et moi (The King and I) – Carl Faulkner
  - Les clameurs se sont tues (The Brave One) – Buddy Myers
  - Tu seras un homme, mon fils (The Eddy Duchin Story) – John P. Livadary
  - La Loi du Seigneur (Friendly Persuasion) – Gordon R. Glennan et Gordon E. Sawyer
  - Les Dix Commandements (The Ten Commandments) – Loren L. Ryder
- 1958 : Sayonara – George Groves
  - Règlements de comptes à O.K. Corral (Gunfight at the O.K. Corral) – George Dutton
  - Les Girls – Wesley C. Miller
  - La Blonde ou la Rousse (Pal Joey) – John P. Livadary
  - Témoin à charge (Witness for the Prosecution) – Gordon E. Sawyer
- 1959 : South Pacific – Fred Hynes
  - Je veux vivre ! (I Want to Live !) – Gordon E. Sawyer
  - Le Temps d'aimer et le Temps de mourir (A Time to Love and a Time to Die) – Leslie I. Carey
  - Sueurs froides (Vertigo) – George Dutton
  - Le Bal des maudits (The Young Lions) – Carlton W. Faulkner

### Années 1960
- 1960 : Ben-Hur – Franklin E. Milton
  - Voyage au centre de la Terre (Journey to the Center of the Earth) – Carlton W. Faulkner
  - La nuit est mon ennemie (Libel) – A. W. Watkins
  - Au risque de se perdre (The Nun's Story) – George Groves
  - Porgy and Bess – Gordon E. Sawyer et Fred Hynes
- 1961 : Alamo (The Alamo) – Fred Hynes et Gordon E. Sawyer
  - La Garçonnière (The Apartment) – Gordon E. Sawyer
  - La Ruée vers l'Ouest (Cimarron) – Franklin Milton
  - Pepe – Charles Rice
  - Sunrise at Campobello – George Groves
- 1962 : West Side Story – Gordon E. Sawyer et Fred Hynes
  - La Rumeur (The Children's Hour) – Gordon E. Sawyer
  - Au rythme des tambours fleuris (Flower Drum Song) – Waldon O. Watson
  - Les Canons de Navarone (The Guns of Navarone) – John Cox
  - La Fiancée de papa (The Parent Trap) – Robert O. Cook
- 1963 : Lawrence d'Arabie (Lawrence of Arabia) – John Cox
  - Bon voyage ! – Robert O. Cook
  - The Music Man – George Groves
  - Un soupçon de vison (That Touch of Mink) – Waldon O. Watson
  - Qu'est-il arrivé à Baby Jane ? (What Ever Happened to Baby Jane?) – Joseph D. Kelly
- 1964 : La Conquête de l'Ouest (How the West Was Won) – Franklin E. Milton
  - Bye Bye Birdie – Charles Rice
  - Le Combat du capitaine Newman (Captain Newman, M.D.) – Waldon O. Watson
  - Cléopâtre (Cleopatra) – James Corcoran et Fred Hynes
  - Un monde fou, fou, fou, fou (It's a Mad, Mad, Mad, Mad World) – Gordon E. Sawyer
- 1965 : My Fair Lady – George R. Groves
  - Becket – John Cox
  - Grand méchant loup appelle (Father Goose) – Waldon O. Watson
  - Mary Poppins – Robert O. Cook
  - La Reine du Colorado (The Unsinkable Molly Brown) – Franklin Milton
- 1966 : La Mélodie du bonheur (The Sound of Music) – James P. Corcoran
  - L'Extase et l'Agonie (The Agony and the Ecstasy) – James Corcoran
  - Le Docteur Jivago (Doctor Zhivago) – A. W. Watkins et Franklin Milton
  - La Grande Course autour du monde (The Great Race) – George Groves
  - Les Prairies de l'honneur (Shenandoah) – Waldon O. Watson
- 1967 : Grand Prix – Franklin E. Milton
  - Gambit : Arnaque à l'anglaise (Gambit) – Waldon O. Watson
  - Hawaï (Hawaii) – Gordon E. Sawyer
  - La Canonnière du Yang-Tse (The Sand Pebbles) – James Corcoran
  - Qui a peur de Virginia Woolf ? (Who’s afraid of Virginia Woolf?) – George Groves
- 1968 : Dans la chaleur de la nuit (In the Heat of the Night) – Samuel Goldwyn Studio
  - Camelot – Warner Bros.-Seven Arts
  - Les Douze Salopards (The Dirty Dozen) – Metro-Goldwyn-Mayer Studio
  - L'Extravagant Docteur Dolittle (Doctor Dolittle) – 20th Century Fox Studio
  - Millie (Thoroughly Modern Millie) – Universal City Studio
- 1969 : Oliver ! – Shepperton Studio
  - Bullitt – Metro-Goldwyn-Mayer Studio
  - La Vallée du bonheur (Finian's Rainbow) – Metro-Goldwyn-Mayer Studio
  - Funny Girl – Columbia Studio
  - Star! – 20th Century Fox Studio

### Années 1970
- 1970 : Hello, Dolly! – Jack Solomon et Murray Spivack
  - Anne des mille jours (Anne of the Thousand Days) – John Aldred
  - Butch Cassidy et le Kid (Butch Cassidy and the Sundance Kid) – William Edmondson et David Dockendorf
  - Gaily, Gaily – Robert Martin et Clem Portman
  - Les Naufragés de l'espace (Marooned) – Les Fresholtz et Arthur Piantadosi
- 1971 : Patton – Douglas Williams et Don Bassman
  - Airport – Ronald Pierce et David H. Moriarty
  - La Fille de Ryan (Ryan's Daughter) – Gordon McCallum et John Bramall
  - Tora ! Tora ! Tora ! (Tora! Tora! Tora!) – Murray Spivack et Herman Lewis
  - Woodstock – Dan Wallin et L. A. Johnson
- 1972 : Un violon sur le toit (Fiddler on the Roof) – Gordon K. McCallum et David Hildyard
  - Les diamants sont éternels (Diamonds Are Forever) – Gordon K. McCallum, John W. Mitchell et Al Overton
  - French Connection (The French Connection) – Theodore Soderberg et Christopher Newman
  - Kotch – Richard Portman et Jack Solomon
  - Marie Stuart, Reine d'Écosse (Mary, Queen of Scots) – Bob Jones et John Aldred
- 1973 : Cabaret – Robert Knudson et David Hildyard
  - Butterflies Are Free – Arthur Piantadosi et Charles T. Knight
  - Votez Mc Kay (The Candidate) – Richard Portman et Gene Cantamessa
  - Le Parrain (Mario Puzo's The Godfather) – Charles Grenzbach, Richard Portman et Christopher Newman
  - L'Aventure du Poséidon (The Poseidon Adventure) – Theodore Soderberg et Herman Lewis
- 1974 : L'Exorciste (The Exorcist) – Robert Knudson et Chris Newman
  - Le Jour du dauphin (The Day of the Dolphin) – Richard Portman et Larry Jost
  - La Chasse aux diplômes (The Paper Chase) – Donald O. Mitchell et Larry Jost
  - La Barbe à papa (Paper Moon) – Richard Portman et Les Fresholtz
  - L'Arnaque (The Sting) – Ronald Pierce et Robert R. Bertrand
- 1975 : Tremblement de terre (Earthquake) – Ronald Pierce et Melvin Metcalfe Sr.
  - Chinatown – Charles Grenzbach et Larry Jost
  - Conversation secrète (The Conversation) – Walter Murch et Art Rochester (en)
  - La Tour infernale (The Towering Inferno) – Theodore Soderberg et Herman Lewis
  - Frankenstein Junior (Young Frankenstein) – Richard Portman et Gene Cantamessa
- 1976 : Les Dents de la mer (Jaws) – Robert L. Hoyt, Roger Heman Jr., Earl Madery et John Carter
  - La Chevauchée sauvage (Bite the Bullet) – Arthur Piantadosi, Les Fresholtz, Richard Tyler et Al Overton, Jr.
  - Funny Lady – Richard Portman, Don MacDougall, Curly Thirlwell et Jack Solomon
  - L'Odyssée du Hindenburg (The Hindenburg) – Leonard Peterson, John A. Bolger Jr., John L. Mack et Don Sharpless
  - Le Lion et le Vent (The Wind and the Lion) – Harry W. Tetrick, Aaron Rochin, William McCaughey et Roy Charman
- 1977 : Les Hommes du président (All the President's Men) – Arthur Piantadosi, Les Fresholtz, Dick Alexander et Jim Webb
  - King Kong – Harry W. Tetrick, William McCaughey, Aaron Rochin et Jack Solomon
  - Transamerica Express (Silver Streak ) – Harry W. Tetrick, William McCaughey, Lyle J. Burbridge et Bud Alper
  - Rocky – Donald O. Mitchell, Douglas O. Williams, Richard Tyler et Harold M. Etherington
  - Une étoile est née (A Star Is Born) – Robert Knudson, Dan Wallin, Robert Glass et Tom Overton
- 1978 : Star Wars, épisode IV : Un nouvel espoir (Star Wars) – Don MacDougall, Ray West, Bob Minkler et Derek Ball
  - Rencontres du troisième type (Close Encounters of the Third Kind) – Robert Knudson, Robert Glass, Don MacDougall et Gene Cantamessa
  - Les Grands Fonds (The Deep) – Walter Goss (en), Dick Alexander, Tom Beckert et Robin Gregory
  - Le Convoi de la peur (Sorcerer) – Robert Knudson, Robert Glass, Richard Tyler et Jean-Louis Ducarme
  - Le Tournant de la vie (The Turning Point) – Theodore Soderberg, Paul Wells, Douglas O. Williams et Jerry Jost
- 1979 : Voyage au bout de l'enfer (The Deer Hunter) – Richard Portman, William McCaughey, Aaron Rochin et Darin Knight
  - The Buddy Holly Story – Tex Rudloff, Joel Fein, Curly Thirlwell et Willie D. Burton
  - Les Moissons du ciel (Days of Heaven) – John Wilkinson, Robert W. Glass Jr., John T. Reitz et Barry Thomas
  - La Fureur du danger (Hooper) – Robert Knudson, Robert Glass, Don MacDougall et Jack Solomon
  - Superman – Gordon K. McCallum, Graham V. Hartstone, Nicolas Le Messurier et Roy Charman

### Années 1980
- 1980 : Apocalypse Now – Walter Murch, Mark Berger, Richard Beggs et Nathan Boxer
  - 1941 – Robert Knudson, Robert Glass, Don MacDougall et Gene Cantamessa
  - Le Cavalier électrique (The Electric Horseman) – Arthur Piantadosi, Les Fresholtz, Michael Minkler et Al Overton Jr.
  - Meteor – William McCaughey, Aaron Rochin, Michael J. Kohut (en) et Jack Solomon
  - The Rose – Theodore Soderberg, Douglas O. Williams, Paul Wells et Jim Webb
- 1981 : Star Wars, épisode V : L'Empire contre-attaque (The Empire Strikes Back) – Bill Varney, Steve Maslow, Gregg Landaker et Peter Sutton
  - Au-delà du réel (Altered States) – Arthur Piantadosi, Les Fresholtz, Michael Minkler et Willie D. Burton
  - Nashville Lady (Coal Miner's Daughter) – Richard Portman, Roger Heman et James R. Alexander
  - Fame – Michael J. Kohut (en), Aaron Rochin, Jay M. Harding et Christopher Newman
  - Raging Bull – Donald O. Mitchell, Bill Nicholson, David J. Kimball et Les Lazarowitz
- 1982 : Les Aventuriers de l'arche perdue (Raiders of the Lost Ark) – Bill Varney, Steve Maslow, Gregg Landaker et Roy Charman
  - La Maison du lac (On Golden Pond) – Richard Portman et David M. Ronne (en)
  - Outland – John Wilkinson, Robert W. Glass Jr., Robert Thirlwell et Robin Gregory
  - Tout l'or du ciel (Pennies from Heaven) – Michael J. Kohut (en), Jay M. Harding, Richard Tyler et Al Overton, Jr.
  - Reds – Dick Vorisek, Tom Fleischman et Simon Kaye
- 1983 : E.T. l'extra-terrestre (E.T. the Extra-Terrestrial) – Robert Knudson, Robert Glass, Don Digirolamo et Gene Cantamessa
  - Das Boot – Milan Bor, Trevor Pyke et Mike Le Mare
  - Gandhi – Gerry Humphreys, Robin O'Donoghue, Jonathan Bates et Simon Kaye
  - Tootsie – Arthur Piantadosi, Les Fresholtz, Dick Alexander et Les Lazarowitz
  - Tron – Michael Minkler, Bob Minkler, Lee Minkler et James LaRue
- 1984 : L'Étoffe des héros (The Right Stuff) – Mark Berger, Tom Scott, Randy Thom et David MacMillan
  - Un homme parmi les loups (Never Cry Wolf) – Alan Splet, Todd Boekelheide, Randy Thom et David Parker
  - Star Wars, épisode VI : Le Retour du Jedi (Return of the Jedi) – Ben Burtt, Gary Summers, Randy Thom et Tony Dawe
  - Tendres Passions (Terms of Endearment) – Donald O. Mitchell, Rick Kline, Kevin O'Connell et James R. Alexander
  - WarGames – Michael J. Kohut (en), Carlos Delarios (en), Aaron Rochin et Willie D. Burton
- 1985 : Amadeus – Mark Berger, Tom Scott, Todd Boekelheide et Chris Newman
  - 2010 : L'Année du premier contact (2010) – Michael J. Kohut (en), Aaron Rochin, Carlos Delarios (en) et Gene Cantamessa
  - Dune – Bill Varney, Steve Maslow, Kevin O'Connell et Nelson Stoll
  - La Route des Indes (A Passage to India) – Graham V. Hartstone, Nicolas Le Messurier, Michael A. Carter et John W. Mitchell
  - La Rivière (The River) – Nick Alphin, Robert Thirlwell, Richard Portman et David M. Ronne (en)
- 1986 : Out of Africa – Chris Jenkins, Gary Alexander, Larry Stensvold et Peter Handford
  - Retour vers le futur (Back to the Future) – Bill Varney, B. Tennyson Sebastian II, Robert Thirlwell et William B. Kaplan
  - Chorus Line (A Chorus Line) – Donald O. Mitchell, Michael Minkler, Gerry Humphreys et Christopher Newman
  - Ladyhawke, la femme de la nuit (Ladyhawke) – Les Fresholtz, Dick Alexander, Vern Poore et Bud Alper
  - Silverado – Donald O. Mitchell, Rick Kline, Kevin O'Connell et David M. Ronne (en)
- 1987 : Platoon – Charles Grenzbach, Simon Kaye, Richard Rogers et John Wilkinson
  - Aliens, le retour (Aliens) – Michael A. Carter, Roy Charman, Nicolas Le Messurier et Graham V. Hartstone
  - Le Maître de guerre (Heartbreak Ridge) – Rick Alexander, Les Fresholtz, Bill Nelson et Vern Poore
  - Star Trek 4 : Retour sur Terre (Star Trek IV: The Voyage Home) – David J. Hudson, Mel Metcalfe, Terry Porter et Gene S. Cantamessa
  - Top Gun – Kevin O'Connell, William B. Kaplan, Rick Kline et Donald O. Mitchell
- 1988 : Le Dernier Empereur (The Last Emperor) – Bill Rowe et Ivan Sharrock
  - Empire du soleil (Empire of the Sun) – Robert Knudson, Don Digirolamo, John Boyd et Tony Dawe
  - L'Arme fatale (Lethal Weapon) – Les Fresholtz, Dick Alexander, Vern Poore et Bill Nelson
  - RoboCop – Michael J. Kohut (en), Carlos Delarios (en), Aaron Rochin et Robert Wald
  - Les Sorcières d'Eastwick (The Witches of Eastwick) – Wayne Artman, Tom Beckert, Tom E. Dahl, Art Rochester
- 1989 : Bird – Les Fresholtz, Dick Alexander, Vern Poore et Willie D. Burton
  - Piège de cristal (Die Hard) – Don J. Bassman, Kevin F. Cleary, Richard Overton et Al Overton Jr.
  - Gorilles dans la brume (Gorillas in the Mist: The Story of Dian Fossey) – Andy Nelson, Brian Saunders et Peter Handford
  - Mississippi Burning – Robert J. Litt, Elliot Tyson, Rick Kline et Danny Michael
  - Qui veut la peau de Roger Rabbit (Who Framed Roger Rabbit) – Robert Knudson, John Boyd, Don Digirolamo et Tony Dawe

### Années 1990
- 1990 : Glory – Donald O. Mitchell, Gregg Rudloff, Elliot Tyson et Russell Williams II
  - Abyss (The Abyss) – Don J. Bassman, Kevin F. Cleary, Richard Overton et Lee Orloff
  - Black Rain – Donald O. Mitchell, Kevin O'Connell, Greg P. Russell (en) et Keith A. Wester
  - Né un 4 juillet (Born on the Fourth of July) – Michael Minkler, Gregory H. Watkins, Wylie Stateman et Tod A. Maitland
  - Indiana Jones et la Dernière Croisade (Indiana Jones and the Last Crusade) – Ben Burtt, Gary Summers, Shawn Murphy (en) et Tony Dawe
- 1991 : Danse avec les loups (Dances with Wolves) – Jeffrey Perkins, Bill W. Benton, Greg Watkins et Russell Williams II
  - Jours de tonnerre (Days of Thunder) – Charles M. Wilborn, Donald O. Mitchell, Rick Kline et Kevin O'Connell
  - Dick Tracy – Thomas Causey, Chris Jenkins, David E. Campbell et Doug Hemphill
  - À la poursuite d'Octobre rouge (The Hunt for Red October) – Richard Bryce Goodman, Richard Overton, Kevin F. Cleary et Don J. Bassman
  - Total Recall – Nelson Stoll, Michael J. Kohut (en), Carlos Delarios (en) et Aaron Rochin
- 1992 : Terminator 2 : Le Jugement dernier (Terminator 2: Judgment Day) – Tom Johnson, Gary Rydstrom, Gary Summers et Lee Orloff
  - Backdraft – Gary Summers, Randy Thom, Gary Rydstrom et Glenn Williams
  - La Belle et la Bête (Beauty and the Beast) – Terry Porter, Mel Metcalfe, David J. Hudson et Doc Kane
  - JFK – Michael Minkler, Gregg Landaker et Tod A. Maitland
  - Le Silence des agneaux (The Silence of the Lambs) – Tom Fleischman et Christopher Newman
- 1993 : Le Dernier des Mohicans (The Last of the Mohicans) – Chris Jenkins, Doug Hemphill, Mark Smith et Simon Kaye
  - Aladdin – Terry Porter, Mel Metcalfe, David J. Hudson et Doc Kane
  - Des hommes d'honneur (A Few Good Men) – Kevin O'Connell, Rick Kline et Robert Eber
  - Piège en haute mer (Under Siege) – Donald O. Mitchell, Frank A. Montaño, Rick Hart et Scott D. Smith
  - Impitoyable (Unforgiven) – Les Fresholtz, Vern Poore, Dick Alexander et Rob Young
- 1994 : Jurassic Park – Gary Summers, Gary Rydstrom, Shawn Murphy (en) et Ron Judkins
  - Cliffhanger : Traque au sommet (Cliffhanger) – Michael Minkler, Bob Beemer et Tim Cooney
  - Le Fugitif (The Fugitive) – Donald O. Mitchell, Michael Herbick (en), Frank A. Montaño et Scott D. Smith
  - Geronimo (Geronimo: An American Legend) – Chris Carpenter, Doug Hemphill, Bill W. Benton et Lee Orloff
  - La Liste de Schindler (Schindler's List) – Andy Nelson, Steve Pederson, Scott Millan et Ron Judkins
- 1995 : Speed – Gregg Landaker, Steve Maslow, Bob Beemer et David MacMillan
  - Danger immédiat (Clear and Present Danger) – Donald O. Mitchell, Michael Herbick (en), Frank A. Montaño et Art Rochester (en)
  - Forrest Gump – Randy Thom, Tom Johnson, Dennis S. Sands et William B. Kaplan
  - Légendes d'automne (Legends of the Fall) – Paul Massey (en), David E. Campbell, Chris David et Douglas Ganton
  - Les Évadés (The Shawshank Redemption) – Robert J. Litt, Elliot Tyson, Michael Herbick (en) et Willie D. Burton
- 1996 : Apollo 13 – Rick Dior, Steve Pederson, Scott Millan et David MacMillan
  - Batman Forever – Donald O. Mitchell, Frank A. Montaño, Michael Herbick (en) et Petur Hliddal
  - Braveheart – Andy Nelson, Scott Millan, Anna Behlmer et Brian Simmons
  - USS Alabama – Kevin O'Connell, Rick Kline, Gregory H. Watkins et William B. Kaplan
  - Waterworld – Steve Maslow, Gregg Landaker et Keith A. Wester
- 1997 : Le Patient anglais (The English Patient) - Walter Murch, Mark Berger, David Parker et Chris Newman
  - Evita - Andy Nelson, Anna Behlmer et Ken Weston
  - Independence Day - Bill W. Benton, Bob Beemer, Chris Carpenter et Jeff Wexler
  - Rock - Kevin O’Connell, Greg P. Russell et Keith A. Wester
  - Twister - Steve Maslow, Gregg Landaker, Kevin O’Connell et Geoffrey Patterson
- 1998 : Titanic – Gary Rydstrom, Tom Johnson, Gary Summers et Mark Ulano
  - Air Force One – Paul Massey (en), Rick Kline, Doug Hemphill et Keith A. Wester
  - Les Ailes de l'enfer (Con Air) – Kevin O'Connell, Greg P. Russell (en) et Art Rochester (en)
  - Contact – Randy Thom, Tom Johnson, Dennis S. Sands et William B. Kaplan
  - L.A. Confidential – Andy Nelson, Anna Behlmer et Kirk Francis
- 1999 : Il faut sauver le soldat Ryan (Saving Private Ryan) – Gary Rydstrom, Gary Summers, Andy Nelson et Ronald Judkins
  - Armageddon – Kevin O'Connell, Greg P. Russell (en) et Keith A. Wester
  - Le Masque de Zorro (The Mask of Zorro) – Kevin O'Connell, Greg P. Russell (en) et Pud Cusack
  - Shakespeare in Love – Robin O'Donoghue, Dominic Lester et Peter Glossop
  - La Ligne rouge (The Thin Red Line) – Andy Nelson, Anna Behlmer et Paul Brincat

### Années 2000
- 2000 : Matrix – John Reitz, Gregg Rudloff, David E. Campbell et David Lee
  - La Ligne verte (The Green Mile) – Robert J. Litt, Elliot Tyson, Michael Herbick (en) et Willie D. Burton
  - Révélations (The Insider) – Andy Nelson, Doug Hemphill et Lee Orloff
  - La Momie (The Mummy) – Leslie Shatz, Chris Carpenter, Rick Kline et Chris Munro
  - Star Wars, épisode I : La Menace fantôme (Star Wars Episode I: The Phantom Menace) – Gary Rydstrom, Tom Johnson, Shawn Murphy (en) et John Midgley
- 2001 : Gladiator – Scott Millan, Bob Beemer et Ken Weston
  - Seul au monde (Cast Away) – Randy Thom, Tom Johnson, Dennis S. Sands et William B. Kaplan
  - The Patriot – Kevin O'Connell, Greg P. Russell (en) et Lee Orloff
  - En pleine tempête (The Perfect Storm) – John T. Reitz, Gregg Rudloff, David E. Campbell et Keith A. Wester
  - U-571 – Steve Maslow, Gregg Landaker, Rick Kline et Ivan Sharrock
- 2002 : La Chute du faucon noir (Black Hawk Down) – Michael Minkler, Myron Nettinga et Chris Munro
  - Le Fabuleux Destin d'Amélie Poulain – Vincent Arnardi, Guillaume Leriche et Jean Umansky
  - Le Seigneur des anneaux : La Communauté de l'anneau (The Lord of the Rings: The Fellowship of the Ring) – Christopher Boyes, Michael Semanick, Gethin Creagh et Hammond Peek
  - Moulin Rouge (Moulin Rouge!) – Andy Nelson, Anna Behlmer, Roger Savage et Guntis Sics
  - Pearl Harbor – Greg P. Russell (en), Peter J. Devlin et Kevin O'Connell
- 2003 : Chicago – Michael Minkler, Dominic Tavella et David Lee
  - Gangs of New York – Tom Fleischman, Eugene Gearty et Ivan Sharrock
  - Le Seigneur des anneaux : Les Deux Tours (The Lord of the Rings: The Two Towers) – Christopher Boyes, Michael Semanick, Michael Hedges et Hammond Peek
  - Les Sentiers de la perdition (Road to Perdition) – Scott Millan, Bob Beemer et John Pritchett
  - Spider-Man – Kevin O'Connell, Greg P. Russell (en) et Ed Novick
- 2004 : Le Seigneur des anneaux : Le Retour du roi (The Lord of the Rings: The Return of the King) – Christopher Boyes, Michael Semanick, Michael Hedges et Hammond Peek
  - Le Dernier Samouraï (The Last Samurai) – Andy Nelson, Anna Behlmer et Jeff Wexler
  - Master and Commander : De l'autre côté du monde (Master and Commander: The Far Side of the World) – Paul Massey (en), Doug Hemphill et Art Rochester (en)
  - Pirates des Caraïbes : La Malédiction du Black Pearl (Pirates of the Caribbean: The Curse of the Black Pearl) – Christopher Boyes, David Parker, David E. Campbell et Lee Orloff
  - Pur Sang, la légende de Seabiscuit (Seabiscuit) – Andy Nelson, Anna Behlmer et Tod A. Maitland
- 2005 : Ray – Scott Millan, Greg Orloff, Bob Beemer et Steve Cantamessa
  - Aviator (Aviator) – Tom Fleischman et Petur Hliddal
  - Les Indestructibles (The Incredibles) – Randy Thom, Gary Rizzo et Doc Kane
  - Le Pôle express (The Polar Express) – Randy Thom, Tom Johnson, Dennis S. Sands et William B. Kaplan
  - Spider-Man 2 – Kevin O'Connell, Greg P. Russell (en), Jeffrey J. Haboush et Joseph Geisinger
- 2006 : King Kong – Christopher Boyes, Michael Semanick, Michael Hedges et Hammond Peek
  - Le Monde de Narnia : Le Lion, la Sorcière blanche et l'Armoire magique (The Chronicles of Narnia: The Lion, the Witch and the Wardrobe) – Terry Porter, Dean A. Zupancic et Tony Johnson
  - Mémoires d'une geisha (Memoirs of a Geisha) – Kevin O'Connell, Greg P. Russell (en), Rick Kline et John Pritchett
  - Walk the Line – Paul Massey (en), Doug Hemphill et Peter F Kurland
  - La Guerre des mondes (War of the Worlds) – Andy Nelson, Anne Behlmer et Ronald Judkins
- 2007 : Dreamgirls – Michael Minkler, Bob Beemer et Willie D. Burton
  - Apocalypto – Kevin O'Connell, Greg P. Russell (en) et Fernando Cámara
  - Blood Diamond – Andy Nelson, Anna Behlmer et Ivan Sharrock
  - Mémoires de nos pères (Flags of Our Fathers) – John T. Reitz, David E. Campbell, Gregg Rudloff et Walt Martin
  - Pirates des Caraïbes : Le Secret du coffre maudit (Pirates of the Caribbean : Dead Man's Chest) – Paul Massey (en), Christopher Boyes et Lee Orloff
- 2008 : La Vengeance dans la peau (The Bourne Ultimatum) – Kirk Francis, Scott Millan et David Parker
  - No Country for Old Men – Craig Berkey, Peter Kurland, Skip Lievsay et Greg Orloff
  - Ratatouille – Doc Kane, Michael Semanick et Randy Thom
  - 3 h 10 pour Yuma (3:10 to Yuma) – David Giammarco, Paul Massey (en) et Jim Stuebe
  - Transformers – Peter J. Devlin, Kevin O'Connell et Greg P. Russell (en)
- 2009 : Slumdog Millionaire – Resul Pookutty, Richard Pryke et Ian Tapp
  - L'Étrange Histoire de Benjamin Button (The Curious Case of Benjamin Button) – David Parker, Michael Semanick, Ren Klyce et Mark Weingarten (en)
  - The Dark Knight : Le Chevalier noir (The Dark Knight) – Lora Hirschberg, Gary Rizzo et Ed Novick
  - WALL-E – Tom Myers, Michael Semanick et Ben Burtt
  - Wanted – Chris Jenkins, Frank A. Montaño et Petr Forejt

### Années 2010
- 2010 : Démineurs (The Hurt Locker) – Paul N. J. Ottosson et Ray Beckett
  - Avatar – Christopher Boyes, Gary Summers, Andy Nelson et Tony Johnson
  - Inglourious Basterds – Michael Minkler, Tony Lamberti et Mark Ulano
  - Star Trek – Anna Behlmer, Andy Nelson et Peter J. Devlin
  - Transformers 2 : La Revanche (Transformers: Revenge of the Fallen) – Greg P. Russell (en), Gary Summers et Geoffrey Patterson (en)
- 2011 : Inception – Lora Hirschberg, Gary A. Rizzo et Ed Novick
  - Le Discours d'un roi (The King's Speech) – Paul Hamblin, Martin Jensen et John Midgley
  - Salt – Jeffrey J. Haboush, Greg P. Russell (en), Scott Millan et William Sarokin
  - The Social Network – Ren Klyce, David Parker, Michael Semanick et Mark Weingarten (en)
  - True Grit – Skip Lievsay, Craig Berkey, Greg Orloff et Peter F. Kurland
- 2012 : Hugo Cabret (Hugo) – Tom Fleischman et John Midgley
  - Cheval de guerre (War Horse) – Gary Rydstrom, Andy Nelson, Tom Johnson et Stuart Wilson (en)
  - Millénium : Les Hommes qui n'aimaient pas les femmes (The Girl with the Dragon Tattoo) – David Parker, Michael Semanick, Ren Klyce et Bo Persson
  - Le Stratège (Moneyball) – Deb Adair, Ron Bochar, David Giammarco et Ed Novick
  - Transformers 3 : La Face cachée de la Lune (Transformers: Dark of the Moon) – Greg P. Russell (en), Gary Summers, Jeffrey J. Haboush et Peter J. Devlin
- 2013 : Les Misérables – Andy Nelson, Mark Paterson et Simon Hayes
  - Argo – John Reitz, Gregg Rudloff et Jose Antonio Garcia
  - Lincoln – Andy Nelson, Gary Rydstrom et Ronald Judkins
  - L'Odyssée de Pi (Life of Pi) – Ron Bartlett, D.M. Hemphill et Drew Kunin (en)
  - Skyfall – Scott Millan, Greg P. Russell et Stuart Wilson (en)
- 2014 : Gravity – Skip Lievsay, Niv Adiri, Christopher Benstead et Chris Munro
  - Capitaine Phillips (Captain Phillips) – Chris Burdon, Mark Taylor, Mike Prestwood Smith et Chris Munro
  - Du sang et des larmes (Lone Survivor) – Andy Koyama, Beau Borders et David Brownlow
  - Le Hobbit : La Désolation de Smaug (The Desolation of Smaug) – Christopher Boyes, Michael Hedges, Michael Semanick et Tony Johnson
  - Inside Llewyn Davis – Skip Lievsay, Greg Orloff et Peter F. Kurland
- 2015 : Whiplash – Craig Mann, Ben Wilkins et Thomas Curley
  - American Sniper – John Reitz, Gregg Rudloff et Walt Martin (nomination à titre posthume)
  - Birdman ou (la surprenante vertu de l'ignorance) (Birdman or (The Unexpected Virtue of Ignorance)) – Jon Taylor, Frank A. Montaño et Thomas Varga
  - Interstellar – Gary A. Rizzo, Gregg Landaker et Mark Weingarten
  - Invincible (Unbroken) – Jon Taylor, Frank A. Montaño et David Lee
- 2016 : Mad Max: Fury Road – Chris Jenkins, Gregg Rudloff et Ben Osmo
  - Le Pont des espions (Bridge of Spies) – Andy Nelson, Gary Rydstrom et Drew Kunin (en)
  - The Revenant – Jon Taylor, Frank A. Montaño, Randy Thom et Chris Duesterdiek
  - Seul sur Mars (The Martian) – Paul Massey, Mark Taylor et Mac Ruth
  - Star Wars, épisode VII : Le Réveil de la Force (Star Wars: The Force Awakens) – Andy Nelson, Christopher Scarabosio et Stuart Wilson (en)
- 2017 : Tu ne tueras point (Hacksaw Ridge) – Kevin O'Connell (en), Robert McKenzie, Andy Wright (en) et Peter Grace
  - Premier Contact (Arrival) – Bernard Gariépy Strobl et Claude La Haye
  - La La Land – Andy Nelson, Ai-Ling Lee et Steve A. Morrow
  - Rogue One: A Star Wars Story – David Parker, Christopher Scarabosio (en) et Stuart Wilson (en)
  - 13 Hours (13 Hours: The Secret Soldiers of Benghazi) – Greg P. Russell (en), Gary Summers, Jeffrey J. Haboush (en) et Mac Ruth (en)
- 2018 : Dunkerque – Mark Weingarten, Gregg Landaker et Gary A. Rizzo
  - Baby Driver – Julian Slater, Tim Cavagin et Mary H. Ellis
  - Blade Runner 2049 – Ron Bartlett, Doug Hemphill et Mac Ruth
  - La Forme de l'eau – Christian Cooke, Brad Zoern et Glen Gauthier
  - Star Wars, épisode VIII : Les Derniers Jedi – David Parker, Michael Semanick, Ren Klyce et Stuart Wilson (en)
- 2019 : Bohemian Rhapsody - Paul Massey (en), Tim Cavagin et John Casali
  - Black Panther - Steve Boeddeker, Brandon Proctor et Peter Devlin
  - First Man : Le Premier Homme sur la Lune - Jon Taylor, Frank A. Montaño, Ai-Ling Lee et Mary H. Ellis
  - Roma - Skip Lievsay, Craig Henigham et José Antonio Garcia
  - A Star Is Born - Tom Ozanich, Dean A. Zupancic, Jason Ruder et Steve Morrow

### Années 2020
- 2020 : 1917 - Mark Taylor (en) et Stuart Wilson (en)
  - Ad Astra - Gary Rydstrom, Tom Johnson et Mark Ulano
  - Le Mans 66 (Ford v Ferrari) - Paul Massey (en), David Giammarco (en) et Steve A. Morrow (en)
  - Joker - Tom Ozanich, Dean A. Zupancic et Tod A. Maitland (en)
  - Once Upon a Time… in Hollywood - Michael Minkler, Christian P. Minkler et Mark Ulano
- 2021 : Sound of Metal – Nicolas Becker, Jaime Baksht, Michelle Couttolenc, Carlos Cortes et Philip Bladh
  - USS Greyhound : La Bataille de l'Atlantique – Warren Shaw, Michael Minkler, Beau Borders et David Wyman
  - Mank – Ren Klyce, Jeremy Molod, David Parker, Nathan Nance et Drew Kunin (en)
  - La Mission - Oliver Tarney, Mike Prestwood Smith, William Miller et John Pritchett
  - Soul – Ren Klyce, Coya Elliot et David Parker
- 2022 : Dune – Mac Ruth, Mark Mangini, Theo Green, Doug Hemphill et Ron Bartlett
  - Belfast – Denise Yarde, Simon Chase, James Mather et Niv Adiri
  - West Side Story – Tod A. Maitland, Gary Rydstrom, Brian Chumney, Andy Nelson et Shawn Murphy (en)
  - Mourir peut attendre – Simon Hayes, Oliver Tarney (en), James Harrison, Paul Massey et Mark Taylor
  - The Power of the Dog – Richard Flynn, Robert Mackenzie et Tara Webb
- 2023 : Top Gun: Maverick – Chris Burdon, James H. Mather, Al Nelson, Mark Taylor, Mark Weingarten
  - À l'ouest, rien de nouveau (Im Westen nichts Neues) – Lars Ginzsel, Frank Kruse, Viktor Prášil, Markus Stemler
  - Avatar : La Voie de l'eau (Avatar: The Way of Water) – Christopher Boyes, Michael Hedges, Julian Howarth, Gary Summers, Gwendolyn Yates Whittle (en)
  - Elvis – Michael Keller, David Lee, Andy Nelson, Wayne Pashley
  - The Batman – Stuart Wilson (en), William Files, Douglas Murray, Andy Nelson
- 2024 : La Zone d'intérêt (The Zone of Interest) – Johnnie Burn et Tarn Willers
  - The Creator – Ian Voigt, Erik Aadahl, Ethan Van der Ryn, Tom Ozanich et Dean Zupancic
  - Maestro – Richard King, Steve Morrow, Tom Ozanich, Jason Ruder et Dean Zupancic
  - Mission impossible : Dead Reckoning (Mission: Impossible – Dead Reckoning) – Chris Munro, James H. Mather, Chris Burdon et Mark Taylor
  - Oppenheimer – Willie Burton, Richard King, Kevin O’Connell et Gary A. Rizzo

- 2025 : Dune, deuxième partie – Gareth John, Richard King, Ron Bartlett (en) et Doug Hemphill
  - Un parfait inconnu (A Complete Unknown) – Tod A. Maitland (en), Donald Sylvester (en), Ted Caplan, Paul Massey (en) et David Giammarco (en)
  - Emilia Pérez – Erwan Kerzanet, Aymeric Devoldère, Maxence Dussère, Cyril Holtz et Niels Barletta
  - Wicked – Simon Hayes, Nancy Nugent Title, Jack Dolman, Andy Nelson et John Marquis
  - Le Robot sauvage (The Wild Robot) – Randy Thom, Brian Chumney (en), Gary A. Rizzo et Leff Lefferts

## Récompenses et nominations multiples
Les plus nommés
- 24 : Andy Nelson
- 21 : Kevin O'Connell
- 19 : Gary Rydstrom
- 17 : John Livadary
- 16 : 
  - Gordon Sawyer
  - Greg P. Russell (en)
- 15 : 
  - Christopher Boyes
  - Douglas Shearer
  - Randy Thom
  - Nathan Levinson
- 14 : Donald O. Mitchell
- 13 : Michael Minkler
- 12 : 
  - Les Fresholtz
  - Loren L. Ryder
  - Gary Summers

Les plus récompensés
- 7 : Gary Rydstrom
- 5 :
  - Douglas Shearer
  - Fred Hynes
- 4 :
  - Bob Beemer
  - Mark Berger
  - Christopher Boyes
  - Richard King
  - Gregg Landaker
  - Scott Millan
  - Gary Summers